# Республіканізм
Республіканізм — політично-правова доктрина та ідеологія правління країною як республікою з акцентом на свободу і громадянську гідність, здійснюваного громадянами. Республіканізм завжди протистоїть аристократії, монархії, олігархії і диктатурі.